# Béisbol en los Juegos Olímpicos
El béisbol es uno de los deportes disputados en los Juegos Olímpicos de verano. El torneo es organizado por el Comité Olímpico Internacional y la Federación Internacional de Béisbol.
El béisbol ha sido disputado extraoficialmente desde 1904, desde entonces en 12 olimpiadas como deporte de exhibición. En total han participado 17 países, de los cuatro torneos olímpicos donde se entregaron medallas, entre los cuales se destacan Cuba, y Japón, que han aparecido en todos los torneos.
Durante la Sesión 117 del Comité Olímpico Internacional, realizada el 11 de julio de 2005, el béisbol, junto al sóftbol, fueron excluidos del programa para los Juegos Olímpicos de Londres 2012, siendo su última edición la de los Juegos Olímpicos de Pekín 2008. Actualmente el Comité Olímpico Internacional ha decidido su re-inserción para los Juegos Olímpicos de Tokio 2020.
La popularidad de este deporte es variada en los países, sin embargo, eso no ha sido un impedimento para su reincorporación a los Juegos Olímpicos; ya que como las otras disciplinas, los deportistas competirán para obtener un reconocimiento para su país y para el entretenimiento de sus aficionados. 
Sin embargo en los Juegos Olímpicos de Los Ángeles 2028 el béisbol para hombres y el sóftbol para mujeres regresarán en esta justa veraniega ya que Estados Unidos es el creador y un gran referente de este deporte y volverán de su ausencia tras los Juegos Olímpicos de París 2024

## Historia
Aunque hay muy pocos registros de ello, el béisbol apareció por primera vez en los Juegos Olímpicos de San Luis 1904 como deporte de exhibición. Durante los Juegos Olímpicos de Melbourne 1956, se registró la mayor cantidad de espectadores en un partido de béisbol, al albergar 114 000 espectadores en el Melbourne Cricket Ground, este récord no sería superado hasta 2008 en un juego estadounidense en Los Ángeles.
Tras un paréntesis de 20 años, el béisbol regresó esta vez con formato de torneo en los Juegos Olímpicos de Los Ángeles 1984, y en los Juegos Olímpicos de Seúl 1988 fue categorizado como deporte de demostración.
No sería hasta los Juegos Olímpicos de Barcelona 1992 en el que el béisbol se convirtiera en un deporte de categoría completa, con un torneo de ocho equipos, conformados por atletas amateurs. Esta última regla no se cambiaría hasta los Juegos Olímpicos de Sídney 2000.
Durante una sesión del Comité Olímpico Internacional organizada el 7 de julio de 2005, se decidió por votación que el béisbol y softball quedaran fuera de los Juegos Olímpicos de Londres 2012, siendo los primer deporte eliminado de los Juegos Olímpicos desde la eliminación (también por votación) del polo. Esta decisión excluyó a 16 equipos y más de 300 atletas de los Juegos Olímpicos de 2012. Los slots disponibles fueron ocupados por el rugby a siete y el golf. Esta decisión fue reafirmada por el Comité el 9 de febrero de 2006. El entonces Presidente del Comité Olímpico Internacional, Jacques Rogge, defendió la decisión debido a la falta de universalidad del deporte.
En una sesión del COI celebrada en Berlín en agosto de 2009, se decidió que el béisbol tampoco formaría parte de los Juegos Olímpicos de Río de Janeiro 2016.
El 1 de abril de 2011, la Federación Internacional de Sóftbol declaró que estaba preparando una propuesta para reorganizar el deporte (junto al béisbol) de cara a los Juegos Olímpicos de Tokio 2020.
El 8 de septiembre de 2013, el Comité Olímpico Internacional votó para reinstaurar la lucha libre, derrotando la apuesta combinada de béisbol y softbol para los Juegos Olímpicos de Verano 2020.
En una sesión del COI organizada en Mónaco, el 8 de diciembre de 2014, realizó cambios en los Juegos de Tokio que permitían re instaurar el béisbol y softball. El 28 de septiembre de 2015, el Comité Organizador de los Juegos de Tokio 2020 anunció que recomendaría la reincorporación de ambos deportes, y otros cuatro más al COI. Finalmente, el 3 de agosto de 2016, el COI aprobó el regreso del béisbol en los Juegos Olímpicos de Tokio 2020.

## Resultados
| Año          | Sede              |                | Medalla de oro | Final Resultado | Medalla de plata     |      | Medalla de bronce | Resultado | Cuarto lugar |
| 1992 Detalle | Barcelona, España | Cuba           | 11:1           | China Taipéi    | Japón                | 8:3  | Estados Unidos    |           |              |
| 1996 Detalle | Atlanta, EE. UU.  | Cuba           | 13:9           | Japón           | Estados Unidos       | 10:3 | Nicaragua         |           |              |
| 2000 Detalle | Sídney, Australia | Estados Unidos | 4:0            | Cuba            | Corea del Sur        | 3:1  | Japón             |           |              |
| 2004 Detalle | Atenas, Grecia    | Cuba           | 6:2            | Australia       | Japón                | 2:0  | Canadá            |           |              |
| 2008 Detalle | Pekín, R.P. China | Corea del Sur  | 3:2            | Cuba            | Estados Unidos       | 8:4  | Japón             |           |              |
| 2020 Detalle | Tokio, Japón      | Japón          | 2:0            | Estados Unidos  | República Dominicana | 10:6 | Corea del Sur     |           |              |

## Medalleros por países
Los equipos aparecen de acuerdo a los criterios del Comité Olímpico Internacional y no con respecto a la IBAF. 
| Núm. | País                       | Oro | Plata | Bronce | Total |
| ---- | -------------------------- | --- | ----- | ------ | ----- |
| 1    | Cuba (CUB)                 | 3   | 2     | 0      | 5     |
| 2    | Japón (JPN)                | 1   | 1     | 2      | 4     |
| 2    | Estados Unidos (USA)       | 1   | 1     | 2      | 4     |
| 4    | Corea del Sur (KOR)        | 1   | 0     | 1      | 2     |
| 5    | Australia (AUS)            | 0   | 1     | 0      | 1     |
| 5    | China Taipéi (TPE)         | 0   | 1     | 0      | 1     |
| 7    | República Dominicana (DOM) | 0   | 0     | 1      | 1     |
| –    | Total                      | 6   | 6     | 6      | 18    |

- Datos actualizados a 2021.

## Participantes
18 países han participado en Juegos Olímpicos.
| País                 | 92  | 96  | 00  | 04  | 08  | 20 | Apariciones |
| -------------------- | --- | --- | --- | --- | --- | -- | ----------- |
| Australia            | 9 ! | 7   | 6   | 2   | 9 ! |    | 3           |
| Canadá               | 9 ! | 9 ! | 9 ! | 4   | 6   |    | 2           |
| China                | 9 ! | 9 ! | 9 ! | 9 ! | 8   |    | 1           |
| China Taipéi         | 2   | 9 ! | 9 ! | 5   | 5   |    | 3           |
| Cuba                 | 1   | 1   | 2   | 1   | 2   |    | 5           |
| Corea del Sur        | 9 ! | 8   | 3   | 9 ! | 1   | 4  | 4           |
| Estados Unidos       | 4   | 3   | 1   | 9 ! | 3   | 2  | 5           |
| España               | 8   | 9 ! | 9 ! | 9 ! | 9 ! |    | 1           |
| Grecia               | 9 ! | 9 ! | 9 ! | 7   | 9 ! |    | 1           |
| Israel               | 9 ! | 9 ! | 9 ! | 9 ! | 9 ! | 5  | 1           |
| Italia               | 7   | 6   | 7   | 8   | 9 ! |    | 4           |
| Japón                | 3   | 2   | 4   | 3   | 4   | 1  | 6           |
| México               | 9 ! | 9 ! | 9 ! | 9 ! | 9 ! | 6  | 1           |
| Nicaragua            | 9 ! | 4   | 9 ! | 9 ! | 9 ! |    | 1           |
| Países Bajos         | 9 ! | 5   | 5   | 6   | 7   |    | 4           |
| Puerto Rico          | 5   | 9 ! | 9 ! | 9 ! | 9 ! |    | 1           |
| República Dominicana | 6   | 9 ! | 9 ! | 9 ! | 9 ! | 3  | 2           |
| Sudáfrica            | 9 ! | 9 ! | 8   | 9 ! | 9 ! |    | 1           |
| Total                | 8   | 8   | 8   | 8   | 8   | 6  |             |